# Banyuwangi (Manyar)
Banyuwangi is een bestuurslaag in het regentschap Gresik van de provincie Oost-Java, Indonesië. Banyuwangi telt 1874 inwoners (volkstelling 2010).